# Мейер, Теодоро
Теодоро Мейер (исп. Teodoro Meyer, 1910—1972) — аргентинский ботаник немецкого происхождения. Известен своим вкладом в систематику ластовневых и открытием полезных свойств лапачо.

## Биография
Теодоро Мейер родился 11 декабря 1910 года в городе Корриентес в Аргентине в семье иммигрантов из Германии. Мейер учился ботанике в Университете Кито в Эквадоре. В 1937 году была издана работа Мейера Flora del Chaco. С 1948 года Теородо был профессором Института имени Мигеля Лильо в Тукуманском университете. Теодоро Мейер также преподавал в Эквадоре и Перу. В 1956 году он основал общество по охране редких деревьев Amigos del Arbol. В 1960-е годы Мейер открыл антибиотические, противогрибковые и противораковые свойства лапачо, в то время не используемого в медицине. Исследования Института США по борьбе против рака подтвердили, что вещества, содержащиеся в коре лапачо замедляют образование опухолей у крыс, однако у людей они вызывают ряд побочных эффектов. В 1964 году Мейер издал работу Estudios sobre la selva Tucumana, посвящённую флоре провинции Тукуман. Теодоро Мейер скончался 7 апреля 1972 года в административном центре провинции Тукуман, городе Сан-Мигель-де-Тукуман.

## Растения, названные в честь Т. Мейера
- Aloysia meyeri Moldenke, 1940 [syn.  Aloysia gratissima (Gillies & Hook.) Tronc., 1962]
- Eichhornia meyeri A.G.Schulz, 1942 [syn.  Eichhornia paniculata (Spreng.) Solms, 1883]
- Erigeron meyeri Cabrera, 1959 [syn.  Leptostelma meyeri (Cabrera) A.M.Teles, 2008]
- Gentiana meyeri Fabris, 1949 [syn.  Gentianella thiosphaera (Gilg) Holub, 1967]
- Isoetes meyeri H.P.Fuchs, 1965, nom. nud.
- Juelia meyeri Sleumer, 1954 [syn.  Ombrophytum subterraneum (Aspl.) B.Hansen, 1980]
- Nassella meyeri Torres, 1997
- Salvia meyeri Legname, 1962 [syn.  Salvia atrocyanea Epling, 1935]
- Schinus meyeri F.A.Barkley, 1973
- Serjania meyeri F.A.Barkley, 1957 [syn.  Serjania perulacea Radlk., 1874]
- Tarasa meyeri Krapov., 1954
- Tropaeolum meyeri Sparre, 1962